# 野球の王者
「野球の王者」（やきゅうのおうじゃ）は、日本のプロ野球でセントラル・リーグに属する読売ジャイアンツ（巨人）の初代球団歌である。作詞・西條八十、作曲・古関裕而。
楽曲の正式な表題はいずれも戦後に制定された2代目の「ジャイアンツ・ソング」、3代目で現行の「闘魂こめて」と共通で「巨人軍の歌」とされているが、発表時に市販されたSPレコードでは「野球の王者」の表題が用いられている。後述の各種アルバムへ採録される場合も後継の2曲と区別するため通称の「野球の王者」をトラック名とする例が多く、本項の記事名もそれに従っている。

## 解説
1939年（昭和14年）のシーズン開幕に先立ち、オフにフィリピンのマニラで遠征試合を行っていた巨人の帰朝歓迎野球大会が3月4日・5日の両日にわたり後楽園球場で東京セネタースとイーグルスを対戦相手として開催された時に、発表・初演奏が行われた。プロ野球チームの公式球団歌では大阪タイガースが日本職業野球連盟結成初年度の1936年（昭和11年）3月25日に球団の激励会で発表し、球団名の改称に伴う改題を経て「六甲おろし」の愛称で歌い継がれる「大阪タイガースの歌」が現存する最古の楽曲とされているが、巨人の初代球団歌制定はそれから3年後ということになる。
作詞者は1929年（昭和4年）の「東京行進曲」を始め戦前・戦後を通じた流行歌のヒットを数多く手掛けた詩人の西條八十だが、一部の資料では「大阪タイガースの歌」と同じ佐藤惣之助と記述されている。しかし、当時の読売新聞記事やレコードの盤面に佐藤の名前は見当たらず、実際に関与していたのかは不明。作曲者は3年前の「大阪タイガースの歌」と同じく日本コロムビア専属の古関裕而が、早稲田大学の「紺碧の空」や軍歌「露営の歌」に見られる「豪快勇壮な作曲」方法を買われて起用された。古関と読売新聞には職業野球開始以前の1931年（昭和6年）に同社主催の日米対抗野球テーマソングとして久米正雄の作詞で「日米野球行進曲」を作曲していた縁もあり、曲の完成を「王者にふさはし、巨人軍の歌、古関氏の見事な作曲」の見出しで報じ「古関氏の独創的天分が遺憾なく発揮されてゐる」と評している。
球団歌の発表は1939年3月4日に巨人の帰朝歓迎野球大会で行われ、いずれもコロムビア専属の松原操や伊藤久男、二葉あき子らがコロムビア管弦楽団の演奏によって歌唱した。また、前座として榎本健一率いるエノケン一座チームと映画スターや劇団員らによる東宝チームの試合が行われたが、この前座試合は「あまりにも固くなって試合が面白くなくなり、ファンにやじられて散々のていたらく」で「成功ではなかった」とされる。それでもこの大会は後楽園球場の開場以来3年目にして初の内外野大入り満員を記録し、世間の注目を集めた。
中野忠晴が吹き込んだ「大阪タイガースの歌」の創唱盤がコロムビアへの委託製造で激励会の参加者に200枚前後が限定配布された私家盤の扱いに留まったのとは対照的に、この「野球の王者」は二葉あき子の歌唱で吹き込まれた「若人の丘」（作詞・作曲は「野球の王者」と同じく西條と古関）のB面曲扱いにより「流行歌」と銘打って市販されており、5月新譜リスト（4月20日頃発売分）に記載がある。創唱者として「野球の王者」をレコードに吹き込んだ伊藤は、戦後の2リーグ分立に伴い1950年（昭和25年）に制定された中日ドラゴンズの球団歌で同じく古関が作曲した「ドラゴンズの歌」も歌唱している。

### 歌詞の特徴
「野球の王者」発表演奏が行われた帰朝歓迎野球大会が開催された1939年の春は日中戦争が激化していた時期であり、大会の演目にも「愛国行進曲」や「愛馬進軍歌」などの軍国歌謡が含まれていた。「野球の王者」の歌詞もそうした時局を反映した国粋色の強いものとなっているが、それ以上にこの楽曲の特徴とされるのが他球団を「凡百のチーム」と揶揄して巨人軍をその上に「そそり立つ巨木」と表現した3番である。
帰朝歓迎野球大会でイーグルスと共に巨人の対戦相手となったセネタースは翌1940年（昭和15年）に「東京セネタースの歌」を制定したが、作詞者の尾崎喜八が生前に「当時のイーグルス・タイガース・ライオン・巨人軍等を巨木や百獣に喩えて作った」と述べた2番では、前年に発表された「野球の王者」への意趣返しを込めて「不動の巨木」を打ち倒すと言う表現が盛り込まれている。

## その後
巨人が鳴り物入りで制定した「野球の王者」は、同じく古関が作曲した「六甲おろし」とは対照的にファンの間では親しまれなかった。職業野球は戦局の悪化により1944年（昭和19年）に中断された後、終戦を挟んで1946年（昭和21年）より再開されたが、1949年（昭和24年）末の球界再編問題を経てセントラル・リーグが発足する直前に2代目「巨人軍の歌」、通称「ジャイアンツ・ソング」へ代替わりしている。
1963年（昭和38年）には巨人の球団創立30周年を記念して現行の3代目「巨人軍の歌」、通称「闘魂こめて」が制定されたが、この時には「野球の王者」を作詞した西條が補作詞、古関が作曲でそれぞれ再起用されている。

## 音源
アルバムへの収録は2009年に作曲者の古関が生誕100周年を迎えることを記念してコロムビアが企画した『国民的作曲家 古関裕而全集』（COZP-375〜381）のディスク6で70年ぶりに行われた。その後はいずれもコロムビア発売の「野球ソングス 大定番と貴重盤」（COCP-36066）や「俺たちの野球の歌 〜六甲おろし 闘魂こめて〜」（COCP-38188）を始め、古関裕而作品を取り上げた各種のアルバムにおいて「闘魂こめて」と合わせて頻繁に収録されている。

### カバー
2004年（平成16年）にカメラータ・トウキョウから発売されたアルバム『「栄冠は君に輝く」〜古関裕而 作品集』（CMCD-28023）のトラック9では、藍川由美が「巨人軍の歌〜初代」のタイトルでトラック20の「闘魂こめて」と合わせてカバーしている。